# Twilight of the Thunder God
Twilight of the Thunder God este al șaptelea album de studio al formației de death metal melodic Amon Amarth, ce a fost lansat în septembrie 2008.
1. "Twilight of the Thunder God" (feat. Roope Latvala) − 4:09
2. "Free Will Sacrifice" − 4:09
3. "Guardians of Asgaard" (feat. Lars Göran Petrov) − 4:23
4. "Where Is Your God?" − 3:11
5. "Varyags of Miklagaard" − 4:18
6. "Tattered Banners and Bloody Flags" − 4:30
7. "No Fear for the Setting Sun" − 3:54
8. "The Hero" − 4:02
9. "Live for the Kill" (feat. Apocalyptica) − 4:10
10. "Embrace of the Endless Ocean" − 6:44